# Margaret Ritchie (baronne Ritchie de Downpatrick)
Margaret Mary Ritchie, baronne Ritchie de Downpatrick (née le 25 mars 1958 à Downpatrick), est une Personnalité politique irlandaise qui dirige le Parti social-démocrate et travailliste (SDLP) de 2010 à 2011. Elle est auparavant ministre du Développement social dans l'Exécutif d'Irlande du Nord de 2007 à 2010, quand elle est élue députée pour South Down.

## Carrière politique
Elle est diplômée de l'Université Queen's de Belfast et est assistante parlementaire d'Eddie McGrady, député, de 1987 à 2003. Elle est conseillère au conseil du district de Down en 1985 et est vice-président (1992-1993) et présidente du conseil (1993-1994). Elle est également secrétaire internationale du SDLP et membre suppléant du Comité européen des régions.
Elle est nommée ministre du Développement social à l'Assemblée d'Irlande du Nord par le SDLP qui prend effet le 8 mai 2007. Ritchie est l'unique ministre du SDLP dans l'exécutif de Paisley / Robinson-McGuinness pour l'Irlande du Nord jusqu'en 2010.
Elle devient chef du SDLP, succédant à Mark Durkan le 7 février 2010, et est élue députée de South Down le 6 mai 2010.
Le jour du Souvenir 2010, Ritchie est le premier chef d'un parti nationaliste irlandais à porter un coquelicot du souvenir, lors de la cérémonie de dépôt de gerbes au cénotaphe de Downpatrick. En Irlande du Nord, le port du coquelicot est controversé car beaucoup le considèrent comme un symbole politique représentant le soutien à l'armée britannique. Pour cette raison, cela reste longtemps l'apanage de la communauté unioniste / loyaliste. Elle reçoit les éloges de plusieurs conseillers travaillistes pour cela,,.
En décembre 2010, elle lance une attaque verbale contre le Sinn Féin en exhortant les électeurs de la république d'Irlande à ne pas voter pour le Sinn Féin lors des élections générales irlandaises, qualifiant leur politique de «sectaire» et provoquant une «division». Un porte-parole du Sinn Féin qualifie ces propos de "non-sens" et de "tentative de marquer des points bon marché" .
Lors de l'élection de l'Assemblée de l'Irlande du Nord en 2011, le SDLP perd deux sièges et perd 1% des voix. Le 27 juillet 2011, elle est confrontée à une candidature de la part du chef adjoint Patsy McGlone. Le Phoenix rapporte qu'un seul député, Alex Attwood, est prêt à la soutenir et qu '"elle sera humiliée si elle soumet son leadership à un vote". Elle démissionne en novembre 2011.
Ritchie annonce en quittant la direction du SDLP qu'elle quitte également son siège à l'Assemblée d'Irlande du Nord afin de se concentrer sur son rôle en tant que membre du Parlement, et le SDLP a par la suite sélectionné Seán Rodgers pour la remplacer à Stormont.
Le 10 septembre 2019, elle reçoit une pairie à vie dans le cadre de la liste des honneurs de démission de Theresa May Ritchie est créée baronne Ritchie de Downpatrick, de Downpatrick dans le comté de Down, le 16 octobre 2019.